# Conseil central
Cet article possède un paronyme, voir Université en France#Conseils centraux.
Le conseil central est, avec les fédérations et les syndicats affiliés, l'une des trois instances de la Confédération des syndicats nationaux (CSN), une centrale syndicale québécoise.
Il existe 13 conseils centraux au Québec.

## Conseils centraux par ordre alphabétique

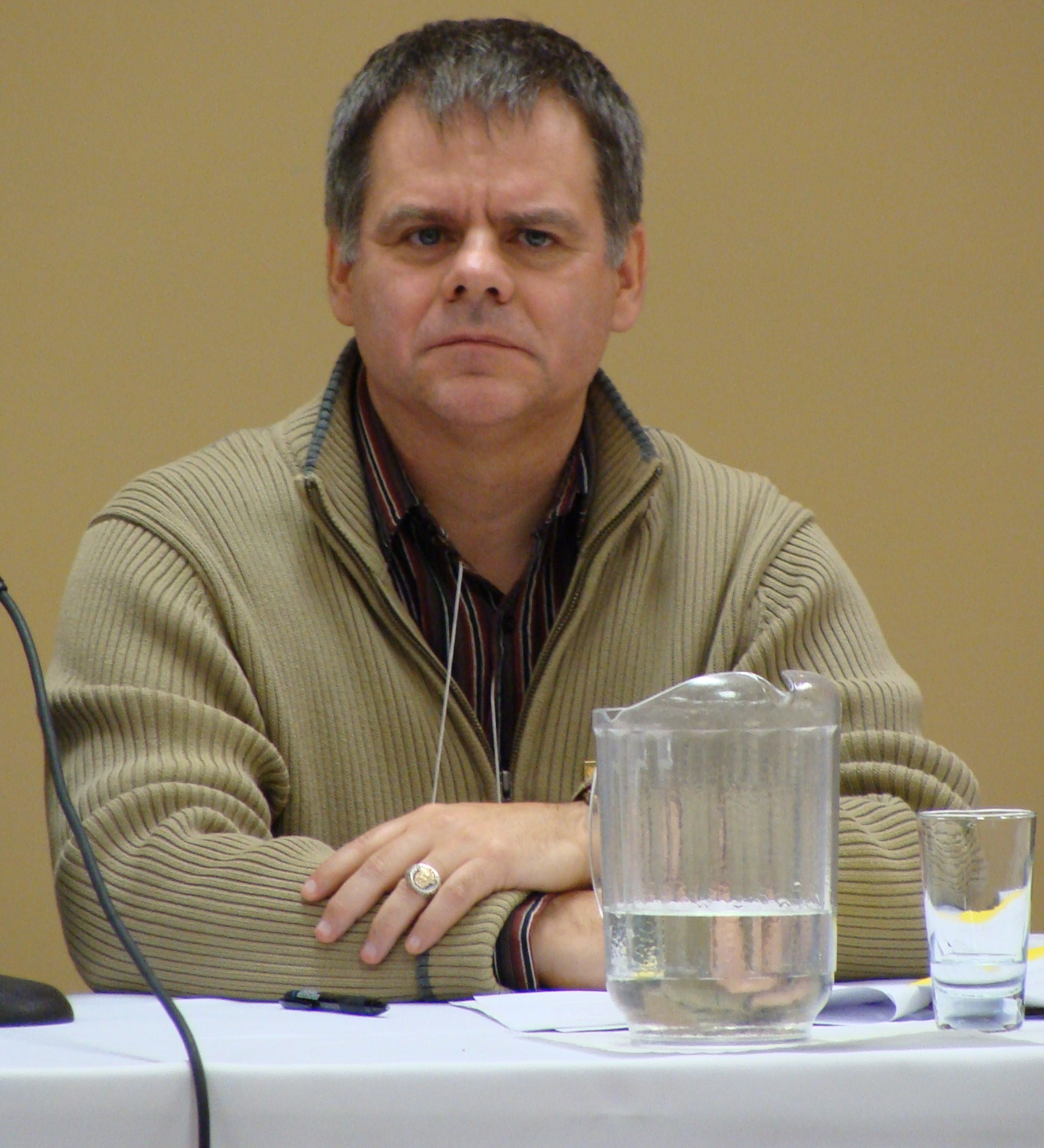
Engelbert Cottenoir, président du Conseil central du Saguenay-Lac-Saint-Jean.

- Conseil central de l'Abitibi–Témiscamingue–Nord-du-Québec
- Conseil central du Bas-Saint-Laurent
- Conseil central du Cœur-du-Québec
- Conseil central de la Côte-Nord
- Conseil central de l'Estrie
- Conseil central de la Gaspésie et des Îles-de-la-Madeleine
- Conseil central de Lanaudière
- Conseil central des Laurentides
- Conseil central de la Montérégie
- Conseil central du Montréal métropolitain
- Conseil central de l'Outaouais
- Conseil central de Québec–Chaudière-Appalaches
- Conseil central du Saguenay–Lac-Saint-Jean